# Hiroshi Sakai
Hiroshi Sakai (jap. 坂井 浩 Sakai Hiroshi; ur. 19 października 1976) – japoński piłkarz występujący na pozycji napastnika.

## Kariera klubowa
Od 1995 do 2000 roku występował w klubach Bellmare Hiratsuka i Oita Trinita.